# Allgemeine Versicherungsbedingungen

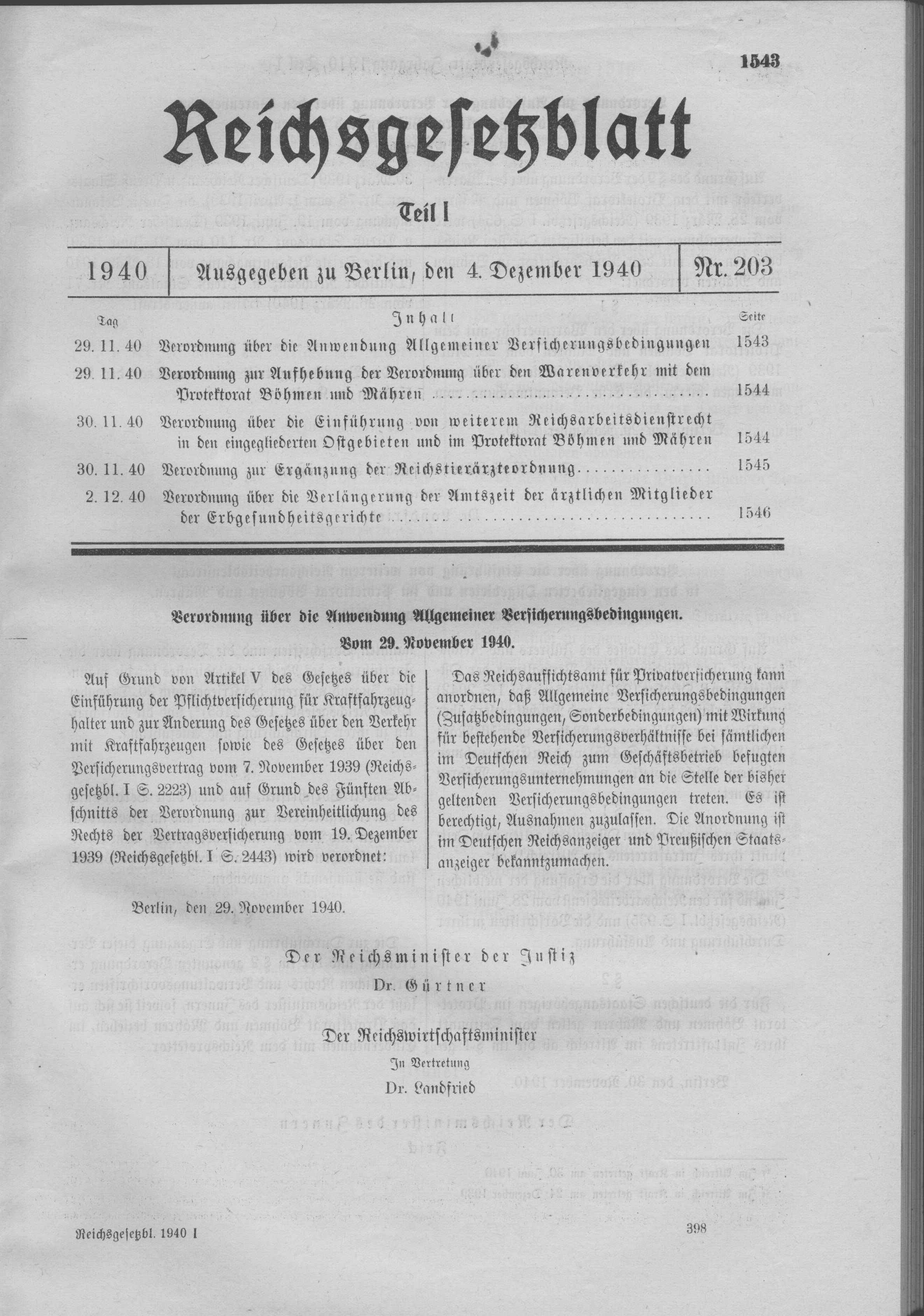
Verordnung über die Anwendung Allgemeiner Versicherungsbedingungen vom 29. November 1940 (Deutsches Reich)

Allgemeine Versicherungsbedingungen (abgekürzt: AVB) sind im Versicherungswesen den Versicherungsverträgen zugrunde gelegte Vertragsbedingungen, die der Versicherer (der Verwender) dem Versicherungsnehmer bei Abschluss des Vertrages stellt.

## Allgemeines
Die Allgemeinen Versicherungsbedingungen sind Allgemeine Geschäftsbedingungen. Es handelt sich um vom Versicherer vorformulierte Klauseln, die bei allen Versicherungsarten zugrunde gelegt werden und im jeweiligen Versicherungsvertrag nicht mehr wiederholt werden müssen. Die AVB sind von erheblicher Bedeutung, denn sie beschreiben insbesondere den Versicherungsfall, der den Versicherer zur Leistung verpflichtet und weswegen der Versicherungsnehmer Versicherungsschutz gesucht hat. Als Versicherungsfall werden unter anderem vereinbart das Schadensereignis (z. B. in der Haftpflichtversicherung), der Rechtsverstoß (z. B. Anwalts- und Notarhaftpflichtversicherung), der Planungsfehler (z. B. Architektenhaftpflichtversicherung), das Inverkehrbringen eines Produktes (z. B. Produkthaftpflichtversicherung), die erstmalige Feststellung des Schadens (z. B. Umwelthaftpflichtversicherung) oder die Schadensmeldung. Zu den AVB gehören auch Versicherungstarife, sofern diese nicht individuell ausgehandelt werden.

## Geschichte
Die ersten AVB kamen im 15. Jahrhundert in Oberitalien als Versicherungspolicen bei Seeversicherungsverträgen vor. In Deutschland stellte wohl der „Vergleich der Assecuratoren in Hamburg“ vom 29. Dezember 1677 die ersten Allgemeinen Seeversicherungsbedingungen dar. Die Feuerversicherung formulierte im Jahre 1874 erstmals Bedingungen auf Verbandsebene, die 1886 neu gefasst wurden. Damit gab es die AVB früher als gesetzliche Normen, von denen das Versicherungsvertragsgesetz (VVG) vom Mai 1908 Regelungen der AVB aufgriff.

## Rechtsfragen
Geregelt ist die Verwendung von Allgemeinen Geschäftsbedingungen in den §§ 305 ff. BGB. Die Einschränkungen zu den AVB finden sich insbesondere in § 305c, § 307, § 308 und § 309 BGB.
Einbeziehung
Wann Allgemeine Versicherungsbedingungen Bestandteile des Versicherungsvertrages werden, richtet sich in erster Linie danach, ob der Empfänger ein Verbraucher entsprechend § 13 BGB oder ein Unternehmer nach § 14 BGB ist.
- Gegenüber Verbrauchern: AGB werden nach § 305 Abs. 2 BGB nur Bestandteil des Vertrags zwischen den Vertragsparteien, wenn der Verwender bei Vertragsschluss ausdrücklich oder, wenn dieser Hinweis nur unter unverhältnismäßigen Schwierigkeiten möglich ist, durch deutlichen sichtbaren Aushang am Ort des Vertragsschlusses darauf hinweist (§ 305 Abs. 2 Nr. 1 BGB) und der anderen Vertragspartei die Möglichkeit verschafft, in zumutbarer Weise, die auch eine für den Verwender erkennbare körperliche Behinderung berücksichtigt, vom Inhalt der Allgemeinen Geschäftsbedingungen Kenntnis zu nehmen (§ 305 Abs. 2 Nr. 2 BGB). Dritte Voraussetzung ist, dass der andere Teil sich mit den AGB einverstanden erklärt.
- Für AGB zwischen zwei Unternehmern (§ 14 BGB) gilt dies jedoch gemäß § 310 BGB nicht. Es bedarf hier lediglich einer rechtsgeschäftlichen Einbeziehung, das heißt, es gelten die üblichen Voraussetzungen für das Zustandekommen von Verträgen. Zur wirksamen Einbeziehung reicht hier jede auch nur stillschweigende Willensübereinstimmung.

Einzelne gesetzliche Regelungen
- Individuelle Vertragsabreden haben Vorrang vor Allgemeinen Geschäftsbedingungen (§ 305b BGB).
- Überraschende Klauseln in Allgemeinen Geschäftsbedingungen, mit denen der andere Vertragsteil nach den Umständen nicht zu rechnen braucht, werden nicht Vertragsbestandteil (§ 305c Abs. 1 BGB).
- Zweifel bei der Auslegung Allgemeiner Geschäftsbedingungen gehen zu Lasten des Verwenders (§ 305c Abs. 2 BGB).
- Anwendungsbereich der Inhaltskontrolle von Allgemeinen Geschäftsbedingungen (§ 310 BGB): gegenüber Unternehmen, im Arbeitsrecht sowie spezielle Sonderregelungen zum Schutz von Verbrauchern.

Inhaltskontrolle
Allgemeine Geschäftsbedingungen unterliegen nach §§ 307–309 BGB einer gerichtlichen Inhaltskontrolle. Bei der Inhaltsprüfung ist zu beachten, dass das Gesetz eine ungeeignete Reihenfolge der §§ 307–309 BGB getroffen hat. Da eine Prüfung vom Speziellen zum Allgemeinen vollzogen werden muss, ist die 3-teilige Inhaltskontrolle stets mit § 309 BGB zu beginnen. Hierin werden Klauselverbote aufgezählt, die auf jeden Fall, also „ohne Wertungsmöglichkeiten“, unwirksam sind. Wird etwa in den AGB die Aufrechnung (§§ 387 ff. BGB) ausgeschlossen, ist diese Klausel unwirksam. Danach muss § 308 BGB geprüft werden. Hierin sind einige Klauselverbote aufgezählt, die nur mit einer bestimmten Abwägung, also „mit Wertungsmöglichkeiten“, unwirksam sind. Wann „unangemessen“ vorliegt, bestimmt sich nach den Umständen des Einzelfalls. Bei Alltagsgeschäften ist beispielsweise eine Frist in den AGB zur Annahme eines Angebots von länger als 14 Tagen in der Regel unangemessen lange.
Wenn der Katalog in § 308 BGB und § 309 BGB keine Unwirksamkeit zur Folge hat, so ist stets noch § 305c BGB und § 307 BGB zu beachten. Als so genannte Generalnorm sieht § 307 BGB vor, dass Bestimmungen in Allgemeinen Geschäftsbedingungen unwirksam sind, wenn sie den Vertragspartner des Verwenders entgegen den Geboten von Treu und Glauben unangemessen benachteiligen. Eine solche Benachteiligung kann sich bereits daraus ergeben, dass eine Bestimmung nicht klar und verständlich ist (Verstoß gegen das Transparenzprinzip). Eine unangemessene Benachteiligung ist im Zweifel auch anzunehmen, wenn eine Bestimmung mit wesentlichen Grundgedanken der gesetzlichen Regelung, von der abgewichen wird, nicht zu vereinbaren ist oder wenn sie wesentliche Rechte oder Pflichten, die sich aus der Natur des Vertrags ergeben, so einschränkt, dass die Erreichung des Vertragszwecks gefährdet ist.

## Bedeutung
Ohne AVB ist das Massengeschäft im Versicherungswesen nicht denkbar. Das Versicherungsvertragsgesetz (VVG) geht von der Existenz der AVB aus (etwa in § 164 Abs. 1 VVG). Die AVB werden verfasst und aktualisiert vom Gesamtverband der Deutschen Versicherungswirtschaft e.V. (GDV) und dem Verband der Privaten Krankenversicherung e.V. (PK) für alle Verbandsmitglieder. Die Autonomie eines Verbands verleiht ihm die Befugnis, Recht zu setzen, so dass diese Verbände für alle Verbandsmitglieder einheitlich AVB verfassen dürfen. Anders als andere AGB in anderen Wirtschaftszweigen, die meist lediglich Nebenabreden enthalten und verbraucherfreundliches dispositives Recht einschränken, sind viele Versicherungsverträge ohne AVB nicht denkbar, weil außerhalb der AVB keine Rechtsnormen bestehen, die den Haftungsumfang der Versicherer festlegen.